# جیل سوبول
جیل سوبول (‎/ˈsoʊbjuːl/‎ SOH-byool؛ متولد ۱۶ ژانویه 1959) خواننده و ترانه‌سرای آمریکایی است که بیشتر برای تک آهنگ " من یک دختر را بوسیدم " در سال ۱۹۹۵ و " سوپر مدل " از موسیقی متن فیلم ۱۹۹۵ بی‌سرنخ شناخته می‌شود.
در سال ۲۰۰۹، او سال‌های کالیفرنیا را منتشر کرد، آلبومی که تماماً از طریق کمک‌های مالی طرفداران تأمین می‌شد و او را به یکی از پیشگامان اولیه تأمین مالی جمعی تبدیل کرد.
سوبول به عنوان دوجنسه شناخته می‌شود.

## آهنگ‌شناسی

### آلبوم‌های استودیویی
- چیزهایی که اینجا متفاوت هستند (۱۹۹۰)
- جیل سوبول (۱۹۹۵)
- شهر شاد (۱۹۹۷) - جدول‌های ای‌آرآی‌ای شماره 83[۵]
- مروارید صورتی (۲۰۰۰)
- سالهای عامیانه ۲۰۰۳–۲۰۰۳ (۲۰۰۴)
- شکست خورده پیروز (۲۰۰۴)
- جیل سوبول پروزاک و پلاتیپوس را می‌خواند (۲۰۰۸)
- سال‌های کالیفرنیا (۲۰۰۹)
- جذابیت های دتی(۲۰۱۴)
- نوستالژی می‌کشد (۲۰۱۸)

### آلبوم‌های زنده
- زنده در Joe's Pub 2008 (2008)
- یک روز در گذر (۲۰۱۱)

### دی وی دی
- زندگی در پیتسبورگ (۲۰۰۳)

### تالیفات
- من هرگز شنا را یادنگرفتم: جیل سوبول ۱۹۹۰–۲۰۰۰ (۲۰۰۱)

### آلبوم چندآهنگه
- آهنگ‌های تعطیلات جیل ۲۰۰۰ (۲۰۰۰)
- فکری که حساب می‌کند (۲۰۰۱) - در سال ۲۰۰۵ دوباره منتشر شد
- مال من باش… لطفاً (۲۰۰۱)
- این فکر مهم است (۲۰۰۵)
- The Pinko Record Junior Executive EP (2012)

### تک آهنگها
| عنوان                       | سال  | موقعیت‌های بالای نمودار | موقعیت‌های بالای نمودار | موقعیت‌های بالای نمودار | موقعیت‌های بالای نمودار | آلبوم                                         |
| عنوان                       | سال  | ایالات متحده           | ترانه‌های رادیویی       | بزرگسالان معاصر        | جدول‌های ای‌آرآی‌ای       | آلبوم                                         |
| --------------------------- | ---- | ---------------------- | ---------------------- | ---------------------- | ---------------------- | --------------------------------------------- |
| "از حد به حد برای عاشق شدن" | ۱۹۹۰ | -بله.                  | -بله.                  | ۱۷                     | -بله.                  | همه چیز در اینجا متفاوت است                   |
| "رنگ زنده"                  | ۱۹۹۰ | -بله.                  | -بله.                  | -بله.                  | -بله.                  | همه چیز در اینجا متفاوت است                   |
| "من یک دختر را بوسیدم"      | ۱۹۹۵ | ۶۷                     | ۷۴                     | -بله.                  | ۳۶                     | جیل سوبول                                     |
| "سپر مدل"                   | ۱۹۹۵ | -بله.                  | -بله.                  | -بله.                  | ۵۳                     | جیل سوبول                                     |
| "شخصی خوب در درون"          | ۱۹۹۶ | -بله.                  | -بله.                  | -بله.                  | -بله.                  | جیل سوبول                                     |
| "مرگ"                       | ۱۹۹۷ | -بله.                  | -بله.                  | -بله.                  | ۷۴                     | شهر شاد                                       |
| "وقتی کشتی من وارد می‌شود"   | ۱۹۹۷ | -بله.                  | -بله.                  | -بله.                  | -بله.                  | شهر شاد                                       |
| "یک از این روزها"           | ۲۰۰۰ | -بله.                  | -بله.                  | -بله.                  | -بله.                  | مروارید صورتی                                 |
| "پاره روز باران"            | ۲۰۰۰ | -بله.                  | -بله.                  | -بله.                  | -بله.                  | مروارید صورتی                                 |
| "پکنیک روح سنگ زده"         | ۲۰۰۱ | -بله.                  | -بله.                  | -بله.                  | -بله.                  | من هرگز شنا را یادنگرفتم: جیل سوبول ۱۹۹۰–۲۰۰۰ |
| پارک کنام                   | ۲۰۰۴ | -بله.                  | -بله.                  | -بله.                  | -بله.                  | "وندردوگ" برنده شد                            |
| "سان فرانسیسکو"             | ۲۰۰۷ | -بله.                  | -بله.                  | -بله.                  | -بله.                  | سال‌های کالیفرنیا                              |
| "جزیرهٔ چیزهای گم شده"       | ۲۰۱۸ | -بله.                  | -بله.                  | -بله.                  | -بله.                  | حسد مرگی                                      |

### ظاهر موسیقی متن
- ۱۹۸۷: "هیچ چیز بیشتری برای عشق وجود دارد" از ذهن قاتل
- 1995: "Supermodel" از بی‌سرنخ
- ۱۹۹۶: "از کجا شروع کنم" از حقیقت دربارهٔ گربه‌ها و سگ‌ها
- 1996: "Truth Is You Lied" از رحمت قلب من
- ۱۹۹۶: "زندگی مخفیانه" از هریت جاسوس
- 1999: "Rainy Day Parade" از مردان اسرارآمیز
- ۲۰۰۳: «تل آویو»، «هیچ چیز طبیعی»، «تلخ»، «جایی در نیومکزیکو»، «فرشمن» و «پل وربنا» از Mind the Gap
- ۲۰۰۵: "عشق هرگز برابر نیست" از عشق کثیف جنی مک‌کارتی

### مجموعه هنرمندان مختلف
- 1992: "Too Cool to Fall in Love" از An Elpee's Worth of Productions
- 1995: "The Jig Is Up" از Grooves: جلد ۸
- 1995: "Good Person Inside" و "The Man in the Boat" از Spew
- ۱۹۹۵: "کریسمس مبارک از خانواده" از You Sleigh Me
- 1997: "Stoned Soul Picnic" از Time and Love: The Music of لورا نیرو
- 1997: "I Will Survive" از به قول خودشان و از هارد راک لایو
- ۱۹۹۸: "غمگین‌ترین روز سال" از کریسمس به یاد ماندنی
- 1999: "Just a Little Lovin'" از Forever Dusty
- ۱۹۹۹: "طلوع، غروب آفتاب" از بافندگی روی بام
- 2000: "Rainy Day Parade" از New Talent Spotlight Volume 2
- ۲۰۰۰: "من یک دختر را بوسیدم" از K-TEL Pop Alternative
- ۲۰۰۴: «نگذارید ما بیمار شویم» از «Ejoy Every Sandwich: The Songs of وارن زیون»
- ۲۰۰۷: «پایین کنار رودخانه» با جان دو از «دختر دارچینی» – زنان هنرمند برای خیریه نیل یانگ را پوشش می‌دهند.

### B-sides
- ۱۹۹۵: "ملکه بیل" (از تک آهنگ "Supermodel")
- ۱۹۹۷: "متل بی عشق" (از تک آهنگ "تلخ" که بعداً در آلبوم مروارید صورتی گنجانده شد)
- 2000: "Lucy at the Gym" (از تک آهنگ "When My Ship Comes In" که بعداً در آلبوم مروارید صورتی گنجانده شد)
- 2004: "Almost Fall" (تراک جایزه در نسخه مرزی شکست خورده پیروز)

### دیگر
- ابرها بر فراز عدن (۱۹۹۴) - ریچارد بارون
- درخشش (۲۰۱۰) - ریچارد بارون
- منفی‌ها (۲۰۰۰) - لوید کول و منفی‌ها
- Unfabulous – موسیقی متن برنامه تلویزیونی
- So Jill – آهنگ ادای احترام نوشته و اجرا توسط جین ویدلین، لوید کول و شارلوت کافی
- Lumberjill (2019) - آهنگ نوشته و اجرا شده برای قسمت سیمپسون‌ها " Marge the Lumberjill ".